# Xiphister atropurpureus
Xiphister atropurpureus är en fiskart som först beskrevs av Kittlitz, 1858.  Xiphister atropurpureus ingår i släktet Xiphister och familjen taggryggade fiskar. Inga underarter finns listade i Catalogue of Life.